# Institut indien d'études islamiques
L'Institut indien d'études islamiques est un institut consacré aux études islamiques situé à New Delhi, en Inde.

## Histoire
L'institut est créé en 1963 par des dirigeants musulmans importants, notamment Hakeem Abdul Hameed, qui fonda par après l'Université Jamia Hamdard (en).
En 1984, l'institut a contribué à la fondation du Centre culturel islamique indien (India Islamic Cultural Centre, IICC), situé à Delhi.

## Objectif
L'institut est chargé de préserver la tradition et la culture islamique en Inde. Il encourage également les études et recherches sur l'islam ainsi que des études comparatives.
Il publie une revue trimestrielle, Studies in Islam.

## Collections
Le centre est dépositaire de nombreuses collections sur l'islam, consistant pour la plupart de documents rédigés en persan et en arabe.